# Jezioro Zgniłe (województwo warmińsko-mazurskie)
Jezioro Zgniłe (inna nazwa: Zgniłek) – jezioro w Polsce w województwie warmińsko-mazurskim, w powiecie giżyckim, w gminie Miłki.

## Położenie
Jezioro leży na Pojezierzu Mazurskim, w mezoregionie Wielkich Jezior Mazurskich, w dorzeczu Pisa–Narew–Wisła. Znajduje się około 8 km w kierunku północnym od Orzysza, 0,5 km na wschód od wsi Danowo. Na południu wypływa ciek wodny o nazwie Dopływ z jez. Zgniłego, który łączy zbiornik wodny z Jeziorem Długim, a finalnie wpada do jeziora Orzysz.
Brzegi są wysokie, gdzieniegdzie strome. W otoczeniu znajdują się pola oraz na południowym wschodzie podmokłe łąki.
Zbiornik wodny według typologii rybackiej jezior zalicza się do linowo-szczupakowych.
Jezioro leży na terenie obwodu rybackiego jeziora Długie w zlewni rzeki Pisa – nr 18. Znajduje się na terenie Obszaru Chronionego Krajobrazu Jezior Orzyskich o łącznej powierzchni 21 153,0 ha.

## Morfometria
Według danych Instytutu Rybactwa Śródlądowego powierzchnia zwierciadła wody jeziora wynosi 13,7 ha. Średnia głębokość zbiornika wodnego to 3,1 m, a maksymalna – 6,8 m. Lustro wody znajduje się na wysokości 138,8 m n.p.m. Objętość jeziora wynosi 423,5 tys. m³. Maksymalna długość jeziora to 550 m a szerokość 370 m. Długość linii brzegowej wynosi 1500 m.
Inne dane uzyskano natomiast poprzez planimetrię jeziora na mapach w skali 1:50 000 według Państwowego Układu Współrzędnych 1965, zgodnie z poziomem odniesienia Kronsztadt. Otrzymana w ten sposób powierzchnia zbiornika wodnego to 12,5 ha.